# Руменка
Руменка је насеље у градској општини Нови Сад, у Јужнобачком округу, у Србији. Према попису становништва из 2022. било је 6300 становника.
Овде се налази Српска православна црква у Руменки и Мађарска реформатска црква и зграда парохијског дома у Руменки.

## Географија
Руменка се налази у јужном делу Бачке на десној обали Малог канала (Мали Стапар - Нови Сад), који је део система Дунав - Тиса - Дунав, 10 km северозападно од Новог Сада, на изузетном географском положају, јер кроз њен атар пролазе делови трасе железничке пруге Београд - Нови Сад - Суботица и ауто пута Београд - Нови Сад - Суботица. Кроз центар насеља пролазе два регионална пута, а то су пут Нови Сад-Оџаци (R-102) и пут Нови Сад-Врбас (R-127).
То је ратарско насеље, збијеног (панонског) типа на надморској висини 84 m, у новосадској урбаној агломерацији. Има површину од 30,7 km². Руменка спада у плански изграђена насеља са мрежастом структуром улица.

## Порекло назива места
Постоји више легенди о настанку имена Руменка, односно у првобитном облику — Пирош.
Једна легенда говори о томе да су поља око Руменке била пуна булки и да се цела околина тадашњег насеља црвенила од боје тог цвета.
Друга легенда каже да је око Руменке било много трске, пошто је било мочварно земљиште и да се небо црвенило од пламена када су мештани спаљивали трску желећи да прошире обрадиве површине.
По мађарским историчарима, место је добило назив по ћерки Светог Ладислава I (Szent Laszló) која се звала Пирошка. Она се у XII веку удала за византијског цара Јована II Комнина и прешла у православље добивши име Ирина. У византијској историографији позната је као Ирина Угарска (1088—1134) и била је мајка чувеног византијског цара Манојла I Комнина. По мађарским подацима из XII века, Пирошка је често путовала у Цариград и за време путовања се одмарала на краљевском имању које се налазило на територији данашње Руменке и звало се Пирошка-мајор. Касније су ову територију почели да називају Пирош.

## Историја

### Први помен назива места
Бела IV (1235—1270), угарски краљ, је својим декретом који је издао 24. јула 1237. године, Руменку, која је до тада била у поседу округа града Бача, даровао католичком цистерцитском монашком реду из Петроварадина, као посед за њихову опатију заједно са многим бачким и сремским селима. Петроварадинска опатија, која се у латинским писаним изворима спомиње под именом Belefons (Белин извор), у мађарској историографији се по Бели IV, назива Белакут, што значи Белин студенац. На основу декрета, односно даровнице, зна се да је Бела IV део земље коју додељује опатији Белефонс одузео од Терефи Петера (Петроварадин је по њему добио име).
У средњовековним повељама, Руменка се спомиње и 1267. године под именом Terra Pyrusde; потом 1279. у повељи Ладислава IV и 1432. заједно са Футогом као као имовина Николе Горјанског млађег.

### Село у време турске владавине
Село Руменка ће као део властелинства петроварадинске опатије цистерцита припадати Бачком, односно Сремском спахилуку све до 1526. године, када су Османлије заузеле ове крајеве. Османски дефтери из 1553. године наводе да су у Руменки те године живела 3 пореска обвезника. У османском дефтеру за 1570. годину наводи се да је Руменка припадала феудалном поседу османског властелина Хасана бин Абдулаха са годишњим приходом од 6000 акчи и у њој је живело 12 српских породица. Године 1590. Руменка је имала 20 домова и у турским дефтерима се спомиње под именом Пирош.

### Село након ослобођења од Турака
Великом сеобом Срба почело је насељавање Руменке, тачније насељавање Руменке догодило се 1696. године у време владавине цара Леополда. Може се констатовати да је Руменка почела да се насељава те године и то пре свега српским живљем са територија у историји познатих као „Стара Србија“. Нема података шта се догодило са претходним становницима Руменке, али постоји могућност да су се неки од њих након завршених ратних дејстава вратили у своје место.
Поново насељавајући Руменку, српско становништво населило се на подручју такозване „Рацке баре“ која је тај назив добила много касније. Насеље које је постојало пре турских освајања налазило се на истом месту и новопридошли становници су се населили на већ постојећу локацију. Они су обновили разрушене куће и наставили у њима да живе истовремено градећи нове, пошто се број становника места увећао. „Рацка бара“ је била удаљена око 2 km од данашње Руменке, отприлике на великој кривини на путу према Кисачу.
У току ових турбулентних дешавања, тачније 1722. године, уследило је пресељење места на данашњу локацију. Овај податак је изнет у Урбару за Руменку из 1772. године у коме се каже: „Село Пирош - раније пустара, 1722. је насељен православним становништвом“.

### Руменка у оквиру Футошког властелинства
Из првих доступних података сазнаје се да су у саставу футошког властелинства били поред Футога, који је имао 80 домова, Ђемишфалва са 20 и Кува са 10 домова, те пустаре: Визић, Драгово, Гложан, Иришац, Кенђел, Петровац и Самотин. Иако се Руменка у овом првом попису Футошког властелинства не спомиње као место у оквиру њега, са сигурношћу можемо рећи да Руменка тада сигурно постоји и да је била насељена. Податак на ком се заснива овај закључак је информација да Храм светих апостола Петра и Павла у Руменки постоји oд 1702. године.

### Православна парохија и Српска основна школа
Пирош је пописан 1733. године и констатовано је да место има 85 српских домова које опслужују двојица свештеника: Захарије и Михаил Веселиновић. Руменка је 1746. године именована за самосталну парохију Српске православне цркве, а већ 1756. основана је Српска основна школа. Поп Петар Веселиновић је 1847. године био парох у Пирошу. Те године се у месту јавља као пренумерант Павле Симић молер.

### Насељавање Мађара у Руменку
Преци данашњих Мађара који живе у Руменки потичу из ових пет места која су се налазила поред реке Тисе у жупанији Хевеш
| Назив    | Мађарски назив | Данашњи назив |
| -------- | -------------- | ------------- |
| Тиса Роф | Tisza Roff     | Tiszaroff     |
| Бура     | Bura           | Tiszabura     |
| Дерш     | Ders           | Tiszaderzs    |
| Абад     | Abád           | Abádszalók    |
| Салок    | Szalók         | Abádszalók    |

Према мађарским изворима, њих је католички епископ из Егера, Карољ Естерхази (Eszterházy Károly) око 1774. године, зато што су калвинисти, протерао из ових места. Калвинисти из ових пет места населили су се у округ Хајду (Hajdú-Bihar megyében) и основали место под називом Тететлен (Tetétlen). Они су у овом месту веома тешко живели јер је било мало обрадивих површина, а број становника је био велик те се услед тога јавила глад и разне епидемије. У том месту они су живели 12 година пре свог пресељења у Руменку.

## Демографија
У насељу Руменка живи 6495 пунолетних становника, а просечна старост становништва износи 39,6 година (38,5 код мушкараца и 40,8 код жена). У насељу има 2010 домаћинства, а просечан број чланова по домаћинству је 3,23. (Према попису из 2011. године).
Ово насеље је углавном насељено Србима (према попису из 2002. године), а у последња три пописа, примећен је пораст у броју становника.
|  |

| Демографија | Демографија | Демографија |
| Година      | Становника  | Становника  |
| ----------- | ----------- | ----------- |
| 1948.       | 1.951       |             |
| 1953.       | 2.028       |             |
| 1961.       | 2.546       |             |
| 1971.       | 2.906       |             |
| 1981.       | 3.629       |             |
| 1991.       | 4.361       | 4.299       |
| 2002.       | 5.729       | 5.814       |
| 2011.       | 6.444       |             |

| Етнички састав према попису из 2002.‍ | Етнички састав према попису из 2002.‍ | Етнички састав према попису из 2002.‍ | Етнички састав према попису из 2002.‍ | Етнички састав према попису из 2002.‍ |
| ------------------------------------ | ------------------------------------ | ------------------------------------ | ------------------------------------ | ------------------------------------ |
|                                      |                                      |                                      |                                      |                                      |
| Срби                                 | Срби                                 |                                      | 4.302                                | 75,09%                               |
| Мађари                               | Мађари                               |                                      | 747                                  | 13,03%                               |
| Југословени                          | Југословени                          |                                      | 139                                  | 2,42%                                |
| Хрвати                               | Хрвати                               |                                      | 111                                  | 1,93%                                |
| Словаци                              | Словаци                              |                                      | 67                                   | 1,16%                                |
| Црногорци                            | Црногорци                            |                                      | 44                                   | 0,76%                                |
| Русини                               | Русини                               |                                      | 40                                   | 0,69%                                |
| Украјинци                            | Украјинци                            |                                      | 32                                   | 0,55%                                |
| Муслимани                            | Муслимани                            |                                      | 16                                   | 0,27%                                |
| Немци                                | Немци                                |                                      | 10                                   | 0,17%                                |
| Румуни                               | Румуни                               |                                      | 7                                    | 0,12%                                |
| Роми                                 | Роми                                 |                                      | 7                                    | 0,12%                                |
| Македонци                            | Македонци                            |                                      | 7                                    | 0,12%                                |
| Словенци                             | Словенци                             |                                      | 3                                    | 0,05%                                |
| Албанци                              | Албанци                              |                                      | 3                                    | 0,05%                                |
| Бугари                               | Бугари                               |                                      | 1                                    | 0,01%                                |
| непознато                            | непознато                            |                                      | 18                                   | 0,31%                                |

| \| \| м \| \| \| ж \| \| ? \| 2 \| \| \| 5 \| \| 80+ \| 17 \| \| \| 47 \| \| 75—79 \| 31 \| \| \| 63 \| \| 70—74 \| 67 \| \| \| 103 \| \| 65—69 \| 100 \| \| \| 130 \| \| 60—64 \| 152 \| \| \| 159 \| \| 55—59 \| 155 \| \| \| 133 \| \| 50—54 \| 245 \| \| \| 219 \| \| 45—49 \| 273 \| \| \| 278 \| \| 40—44 \| 216 \| \| \| 237 \| \| 35—39 \| 235 \| \| \| 222 \| \| 30—34 \| 180 \| \| \| 169 \| \| 25—29 \| 213 \| \| \| 202 \| \| 20—24 \| 245 \| \| \| 225 \| \| 15—19 \| 221 \| \| \| 217 \| \| 10—14 \| 192 \| \| \| 185 \| \| 5—9 \| 186 \| \| \| 154 \| \| 0—4 \| 129 \| \| \| 122 \| \| Просек : \| 36,0 \| \| \| 38,2 \| |      |  |  |      |
| |      |  |  |      |
| | м    |  |  | ж    |
| ? | 2    |  |  | 5    |
| 80+ | 17   |  |  | 47   |
| 75—79 | 31   |  |  | 63   |
| 70—74 | 67   |  |  | 103  |
| 65—69 | 100  |  |  | 130  |
| 60—64 | 152  |  |  | 159  |
| 55—59 | 155  |  |  | 133  |
| 50—54 | 245  |  |  | 219  |
| 45—49 | 273  |  |  | 278  |
| 40—44 | 216  |  |  | 237  |
| 35—39 | 235  |  |  | 222  |
| 30—34 | 180  |  |  | 169  |
| 25—29 | 213  |  |  | 202  |
| 20—24 | 245  |  |  | 225  |
| 15—19 | 221  |  |  | 217  |
| 10—14 | 192  |  |  | 185  |
| 5—9 | 186  |  |  | 154  |
| 0—4 | 129  |  |  | 122  |
| Просек : | 36,0 |  |  | 38,2 |

| Година пописа     | 1948. | 1953. | 1961. | 1971. | 1981. | 1991. | 2002. |
| ----------------- | ----- | ----- | ----- | ----- | ----- | ----- | ----- |
| Број домаћинстава | 574   | 604   | 962   | 913   | 1.154 | 1.357 | 1.794 |

| Број чланова      | 1   | 2   | 3   | 4   | 5   | 6  | 7  | 8 | 9 | 10 и више | Просек |
| ----------------- | --- | --- | --- | --- | --- | -- | -- | - | - | --------- | ------ |
| Број домаћинстава | 214 | 399 | 390 | 545 | 152 | 68 | 15 | 8 | 0 | 3         | 3,19   |

| Пол    | Укупно | Неожењен/Неудата | Ожењен/Удата | Удовац/Удовица | Разведен/Разведена | Непознато |
| ------ | ------ | ---------------- | ------------ | -------------- | ------------------ | --------- |
| Мушки  | 2.352  | 742              | 1.476        | 64             | 70                 | 0         |
| Женски | 2.409  | 502              | 1.496        | 315            | 92                 | 4         |
| УКУПНО | 4.761  | 1.244            | 2.972        | 379            | 162                | 4         |

| Пол    | Укупно                    | Пољопривреда, лов и шумарство | Рибарство                            | Вађење руде и камена | Прерађивачка индустрија       |
| ------ | ------------------------- | ----------------------------- | ------------------------------------ | -------------------- | ----------------------------- |
| Мушки  | 1.236                     | 111                           | 1                                    | 3                    | 387                           |
| Женски | 965                       | 58                            | 0                                    | 1                    | 250                           |
| Укупно | 2.201                     | 169                           | 1                                    | 4                    | 637                           |
|        |                           |                               |                                      |                      |                               |
| Пол    | Производња и снабдевање   | Грађевинарство                | Трговина                             | Хотели и ресторани   | Саобраћај, складиштење и везе |
| Мушки  | 27                        | 145                           | 183                                  | 22                   | 117                           |
| Женски | 6                         | 16                            | 188                                  | 39                   | 37                            |
| Укупно | 33                        | 161                           | 371                                  | 61                   | 154                           |
|        |                           |                               |                                      |                      |                               |
| Пол    | Финансијско посредовање   | Некретнине                    | Државна управа и одбрана             | Образовање           | Здравствени и социјални рад   |
| Мушки  | 15                        | 34                            | 54                                   | 20                   | 33                            |
| Женски | 17                        | 62                            | 28                                   | 64                   | 148                           |
| Укупно | 32                        | 96                            | 82                                   | 84                   | 181                           |
|        |                           |                               |                                      |                      |                               |
| Пол    | Остале услужне активности | Приватна домаћинства          | Екстериторијалне организације и тела | Непознато            | Непознато                     |
| Мушки  | 52                        | 0                             | 0                                    | 32                   | 32                            |
| Женски | 39                        | 1                             | 0                                    | 11                   | 11                            |
| Укупно | 91                        | 1                             | 0                                    | 43                   | 43                            |